# Euxoa transylvanica
Euxoa transylvanica är en fjärilsart som beskrevs av Herrich-Schäffer 1851. Euxoa transylvanica ingår i släktet Euxoa och familjen nattflyn. Inga underarter finns listade i Catalogue of Life.